# Wybory parlamentarne w Bułgarii w październiku 2024 roku
Wybory parlamentarne w Bułgarii w 2024 roku (październikowe) – przedterminowe wybory do Zgromadzenia Narodowego przeprowadzone 27 października 2024 roku. Były to siódme wybory parlamentarne w Bułgarii w przeciągu trzech lat i drugie w 2024 roku. Centroprawicowy GERB osiągnął najlepszy wynik wyborczy, jednak nie zdołał zdobyć wystarczającej liczby mandatów, aby uzyskać samodzielną większość.

## Wyniki[2]
| Partia                                          | Głosy   | Głosy | Mandaty | Mandaty |
| Partia                                          | Liczba  | %     | Liczba  | +/-     |
| ----------------------------------------------- | ------- | ----- | ------- | ------- |
| GERB–SDS                                        | 642,973 | 25,52 | 69      | +1      |
| Kontynuujemy Zmianę – Demokratyczna Bułgaria    | 346,063 | 13,74 | 37      | -2      |
| Odrodzenie                                      | 325,466 | 12,92 | 35      | -3      |
| Ruch na rzecz Praw i Swobód Nowy Początek (DPS) | 281,356 | 11,17 | 30      | Nowa    |
| Koalicja na rzecz Bułgarii                      | 184,403 | 7,32  | 20      | +1      |
| Ruch na rzecz Praw i Wolności Ahmeda Dogana     | 182,253 | 7,23  | 19      | Nowa    |
| Jest Taki Lud (lub Jest Taki Naród)             | 165,160 | 6,56  | 18      | +2      |
| Moralność, Jedność, Honor (Miecz)               | 111,965 | 4,44  | 12      | +12     |
| Majestat                                        | 97,438  | 3,87  | 0       | -13     |
| Inne                                            | 461,689 | 7,23  | 0       | -       |

Podział mandatów – Od lewej: Koalicja na rzecz Bułgarii, Ruch na rzecz Praw i Wolności, DPS, Kontynuujemy Zmianę, Jest taki Lud, GERB, Miecz, Odrodzenie

Nowo wybrany parlament 16 stycznia zatwierdził mniejszościowy rząd Rosena Żelazkowa. Koalicje rządową stanowią: GERB, Bułgarska Partia Socjalistyczna oraz Jest Taki Lud. Za wotum zaufania głosowało także ugrupowanie mniejszości tureckiej Ahmeda Dogana. 